# Geraldo Mesquita
Geraldo Gurgel de Mesquita (Feijó, 7 de janeiro de 1919 – Brasília, 11 de setembro de 2009) foi um contabilista e político brasileiro. Foi deputado federal (1963-1971), senador (1971-1975) e governador do Acre (1975-1979). É pai do político Geraldo Mesquita Júnior.
Foi professor de História do Colégio Acreano, jornalista combativo, secretário-geral e líder político ainda no Acre Território Federal. No começo dos anos sessenta, esteve na linha de frente da luta autonomista que levou à criação do novo Estado brasileiro em 1962. Exerceu os cargos políticos de deputado federal, senador e posteriormente de governador do Acre no período 1975 a 1979.
Na função de governador, em pleno regime militar, foi intransigente na defesa do extrativismo, enfrentando duras pressões de grupos financeiros e do próprio governo militar que planejaram ocupar o Acre com grandes fazendas.